# Білоус Анатолій Васильович
Анато́лій Васи́льович Білоу́с (11 листопада 1938, Маріуполь — червень 2016) — український письменник, публіцист, літературознавець. Член Національної спілки письменників України (від 1982 року).

## Біографія
Анатолій Васильович Білоус (Захліста) народився 11 листопада 1938 року в місті Маріуполь Сталінської, нині Донецької області. 1959 року закінчив Маріупольський металургійний технікум, 1978 року — Літературний інститут імені О.М.Горького в Москві.
У 1956—1978 роках працював слюсарем, інженером-механіком, стивідором заполярних морських портів, боцманом навчального судна.
У 1985—1991 роках — кореспондент газет «Азовский моряк» і «Морской курьер». У 1993—1996 роках — оглядач газети «Приазовский рабочий». У 1996—1998 роках — редактор відділу культури газети «Мариупольская жизнь».
Від 1998 року — на творчій роботі.
Відповідальний секретар Маріупольської міської організації НСПУ.
Помер після важкої хвороби у червні 2016 року.

## Творчість
Писав російською та українською мовами. Друкувався від 1964 року. Автор
- поетичних збірок:
  - «Бегущий горизонт» (Донецьк, 1971),
  - «Причалы» (Донецьк, 1973)
  - «Моряна» (Донецьк, 1977),
  - «Паруса над степью» (Донецьк, 1985),
  - «Взморье» (Донецьк, 1988),
- прозових книжок:
  - «Ветер с моря» (Маріуполь, 2001),
  - «Взгляд души скорбящей»,
  - «Певец Великого луга»,
  - «Монастырский пруд»,
  - «Пепел Украины в огне».

Анатолій Білоус писав про дитинство та війну, працю рибалок і моряків, природу Приазов'я, про плавання до Кореї, Японії, Сингапуру, Італії та США.
У періодиці опублікував літературознавчі статті про Тараса Шевченка, Дмитра Яворницького, Олександра Довженка та інших, а також статті політичного спрямування, зокрема про поневолення України після Переяславської ради.